# Todesrad

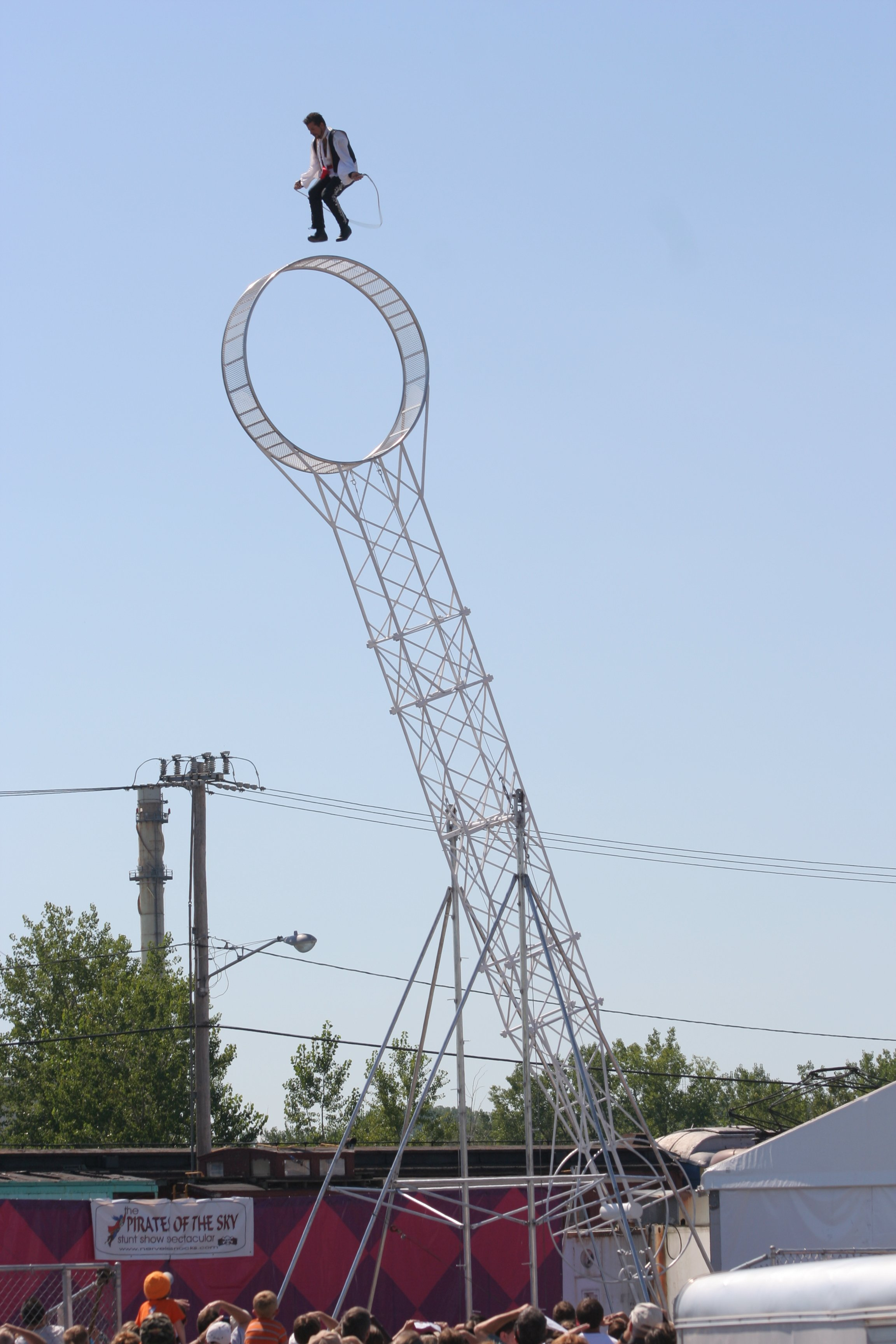
Todesrad mit Seilspringer
(New York 2008)

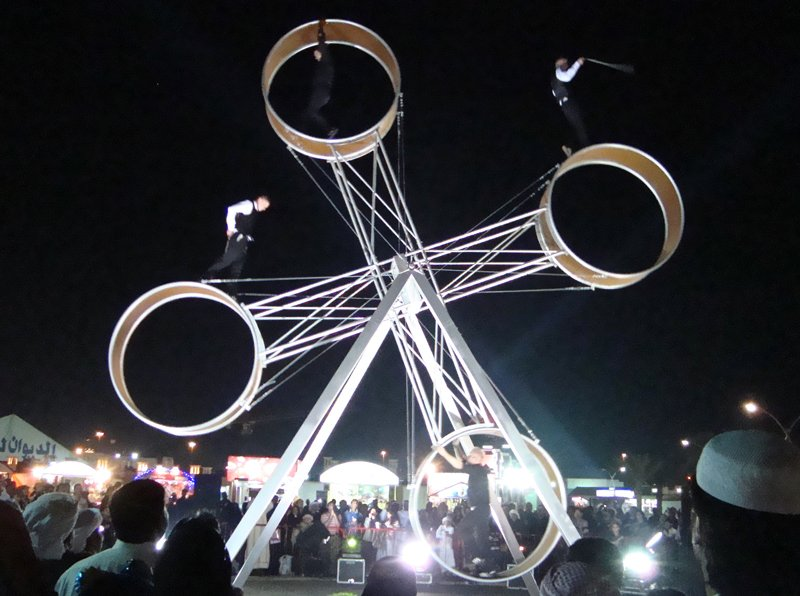
Todesrad mit vier Käfigen

Das Todesrad ist ein Gerät der Akrobatik und wurde 1930 in den USA erfunden. Der US-Amerikaner Clay Becket ließ es sich in den 1960er-Jahren patentieren. Es besteht aus einer Stahlkonstruktion, die ein bis vier durch ein Tragwerk miteinander verbundene Tretmühlen um eine Achse in der Trägermitte rotieren lässt.
Das Todesrad wird in der Regel durch mindestens zwei Artisten bedient, häufig auch durch noch größere Gruppen, und gehört zum Repertoire zahlreicher Zirkusse. Der moderne, 1989 gegründete Zirkus Flic Flac wurde mit ihm als Hauptattraktion bekannt. Auch der renommierte artistische Clown Bello Nock verwendet das Todesrad.
2009 führten die Artisten Alex Ramien, Pavel Chaska, Marko und Ilian Simeonow zur Premiere von Global Village Lake in Dubai erstmals ein Todesrad mit vier Käfigen vor.
Als Grundübung laufen die Artisten innerhalb der Tretmühlen in der zur Rotation der Gesamtkonstruktion entgegengesetzten Richtung, so dass sie immer aufrecht bleiben, ähnlich wie bei der Überschlagschaukel Fliegender Teppich.
Alternativ können sich die Darsteller wie beim Rhönrad am Rad festhalten, um mit diesem zu rotieren. 

Manche Artisten klettern während der Rotation auf die Außenseite der Tretmühle, um dort weiter zu laufen oder Kunststücke wie Seilspringen, Blindlaufen mit einem Sack über dem Kopf oder Salto Mortale vorzuführen. Während sich Artisten außen bewegen, können weitere aufspringen und im  Inneren des Rades laufen. Da es bei Vorführungen mit dem Todesrad kaum Möglichkeiten zur Sicherung gibt, kommt es gelegentlich zu Unfällen.
Der Schweizer Zirkusartist Freddy Nock stellte zusammen mit dem Musiker Joey Kelly im Jahr 2006 im Rahmen eines Spendenmarathons einen 24-stündigen Rekord auf dem Todesrad auf. Im September 2018 verbesserte Nock den Rekord auf 25 Stunden.